# Maxime Brunerie

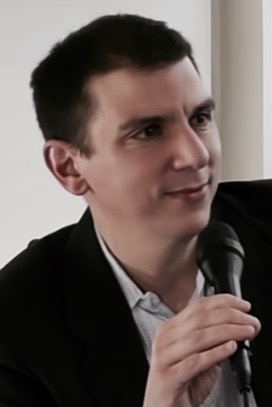
Maxime Brunerie, 2023

Der Franzose Maxime Brunerie (* 21. Mai 1977 in Évry, Département Essonne, Frankreich) verübte am 14. Juli 2002 bei der Parade zum Nationalfeiertag ein gescheitertes Attentat auf den französischen Präsidenten Jacques Chirac.
Die Tatwaffe war ein kleinkalibriger Karabiner LR 22, den er in seinem Gitarrenkoffer versteckte. Doch drei Zuschauern – dem algerischstämmigen Frankokanadier Mohamed Chelali, einem Marokkaner und dem Elsässer Jacques Weber – gelang es, den Schuss des zur Tatzeit 25-jährigen Rechtsextremen abzufälschen, ihn zu überwältigen und ihm die Kontrolle über seine Waffe zu entziehen, die er gegen sich selbst richten wollte. Bereits wenige Sekunden später übernahmen Polizisten die Situation.
Chirac hatte von dem Anschlagsversuch gegen ihn nichts bemerkt. Der Präsident fuhr im offenen Cabriolet weiter die Champs-Elysées entlang bis zur Ehrentribüne auf dem Place de la Concorde. Hier informierte ihn Innenminister Nicolas Sarkozy über den misslungenen Anschlag.
Am 10. Dezember 2004 wurde Brunerie in Paris wegen des Anschlags zu 10 Jahren Haft verurteilt. Im Verfahren erklärte Brunerie, er habe nach einer gescheiterten Liebesbeziehung beschlossen, irgendeinen führenden Politiker zufällig auszuwählen und zu töten. Er habe gehofft, anschließend von Scharfschützen getötet zu werden oder sich selbst richten zu können. So habe er „seinen Namen in die Geschichte einbringen“ wollen.
Bereits im August 2009 wurde er aus der Haft entlassen.